# Apogon cathetogramma
Apogon cathetogramma es una especie de pez de la familia de los apogónidos en el orden de los perciformes.

## Morfología
Los machos pueden alcanzar los 12 cm de longitud total.

## Distribución geográfica
Se encuentran al oeste del Pacífico: Islas Ryukyu, Mar de la China Oriental y las Filipinas.